# Ciechanowiec
Ciechanowiec ist eine Stadt im Powiat Wysokomazowiecki der Woiwodschaft Podlachien in Polen. Sie ist Sitz der gleichnamigen Stadt-und-Land-Gemeinde mit etwa 8900 Einwohnern.

## Geographie
Die Stadt Ciechanowiec liegt im Osten Polens etwa 120 Kilometer nordöstlich von Warschau und 65 Kilometer südwestlich von Białystok.
Durch die Stadt fließt der Fluss Nurzec, der etwa acht Kilometer südöstlich in den Bug mündet.

## Geschichte
Die erste Befestigungsanlage an der Stelle des heutigen Ciechanowiec ist für das 12. Jahrhundert nachgewiesen. Die Befestigungsanlage wurde 1241 von den Tataren zerstört. Das Stadtrecht erhielt der Ort vermutlich im ersten Drittel des 15. Jahrhunderts von masowischen Herzog Jan I. der Große (Janusz I Wielki). 1434 wurde die Ortschaft Ciechanowiec erstmals urkundlich erwähnt. Eine römisch-katholische Kirche besteht mindestens seit 1446.
1500 wurde der Name mit Czyechonowecz erwähnt, in den Jahren 1535 und 1536 lautet der Name der Stadt Techonowcy. Während des Zweiten Nordischen Krieges 1655 bis 1661 wurde die Stadt stark zerstört. Bei der Dritten Teilung Polens kam Ciechanowiec zu Preußen.
Im Jahre 1807 wurde die Nowe Miasto (Neustadt) Teil des Herzogtums Warschau und die Stare Miasto (Altstadt) wurde Russland zugeschlagen. Mit der Auflösung des Herzogtums Warschau wurde die Nowe Miasto Teil des neu gebildeten Kongresspolen.
Während des Polnisch-Sowjetischen Kriegs marschierte die sowjetische Armee auf ihrem Weg nach Warschau durch Ciechanowiec. Dabei wurden viele Teile der Stadt zerstört.
Nachdem die sowjetische Armee geschlagen wurde, kam Ciechanowiec zurück an Polen und wurde wiedervereinigt.
Während des Zweiten Weltkrieges wurde die Stadt 1939 nach dem Deutsch-Sowjetischen Grenz- und Freundschaftsvertrag bis zum deutschen Überfall auf die Sowjetunion am 22. Juni 1941 Teil der Sowjetunion. Sie wurde Teil der Weißrussischen Sozialistischen Sowjetrepublik. Am 2. August 1944 wurde der östliche Teil Ciechanowiecs von der Roten Armee eingenommen, die vollständige Stadt, die ja durch den Fluss Nurzec getrennt ist, konnte erst elf Tage später eingenommen werden.
Nach dem Krieg wurde die Stadt Teil der Volksrepublik Polen. 1956 wurde in der Stadt ein Krankenhaus eingerichtet.

## Gemeinde
Zur Stadt-und-Land-Gemeinde Ciechanowiec gehören die namensgebende Stadt und 31 Ortschaften mit einem Schulzenamt.

### Partnerschaften
Seit dem 19. April 1995 besteht mit der hessischen Stadt Rosbach vor der Höhe eine Partnerschaft.

## Kultur und Sehenswürdigkeiten

### Religionen
Die Stadt besaß bis zum Holocaust eine große jüdische Gemeinde.
Die profanierte Synagoge wird heute für kulturelle Veranstaltungen genutzt.

### Museen

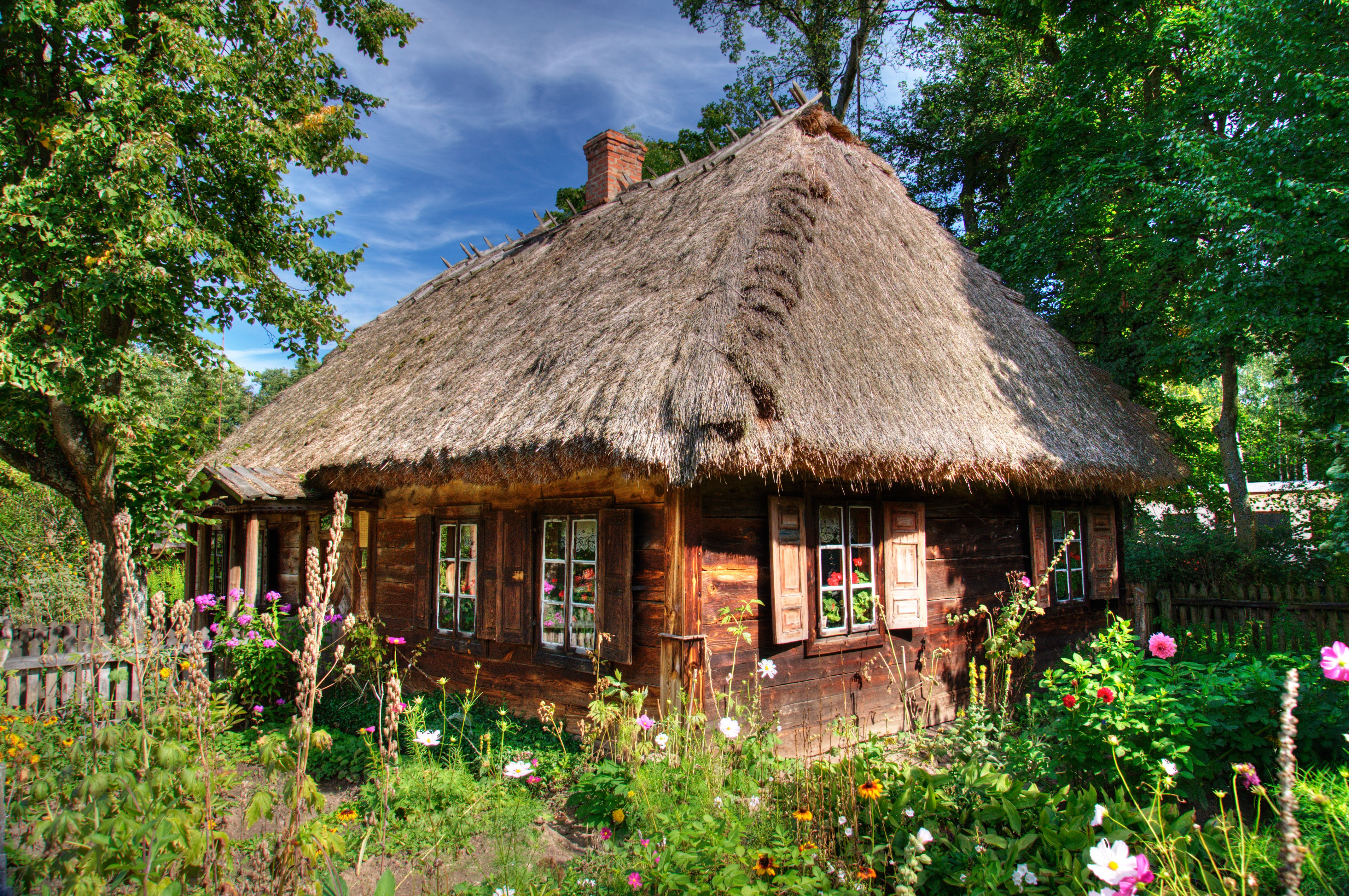
Gebäude im Landwirtschaftsmuseum

Das Landwirtschaftsmuseum Krzysztof Kluk (Muzeum Rolnictwa im. ks. Krzysztofa Kluka) wurde offiziell am 5. Juli 1964 eröffnet und konnte damals etwa 1200 Exponate vorweisen.

### Bauwerke
- die Reste der Burg
- die Kirche der Heiligen Dreifaltigkeit
- der Palast mit Park, Teil des Landwirtschaftsmuseums
- das Denkmal für Jan Krzysztof Kluk

## Wirtschaft und Infrastruktur

### Verkehr
Durch die Stadt führt die Woiwodschaftsstraße 690 (droga wojewodzka 690), die im Nordwesten nach etwa 25 Kilometern in die Landesstraße 63 mündet. In südöstlicher Richtung endet die 690 in Siemiatycze in der Landesstraße 19.
Die Woiwodschaftsstraße 681 (droga wojewodzka 681) beginnt in Ciechanowiec und verläuft in nordöstlicher Richtung. Nach etwa 25 Kilometern erreicht sie Brańsk, wo sie die Landesstraße 66 kreuzt und weiter Richtung Białystok verläuft.
Der nächste internationale Flughafen ist der Frédéric-Chopin-Flughafen Warschau etwa 130 Kilometer südwestlich.

### Bildung
In der Stadt gibt es die Grundschule Nikolaus Kopernikus (szkoła podstawowa im. Mikołaja Kopernika). Weiterhin gibt es in Ciechanowiec die Realschule Johannes Paul II. (gimnazjum im. Papieża Jana Pawła II). Eine Berufsschule (Zasadnicza Szkoła Zawodowa) und ein Schulzentrum (Zespół Szkół Ogólnokształcących i Zawodowych im. J. Iwaszkiewicza) sind weitere Bildungseinrichtungen.

## Söhne und Töchter der Stadt
- Benjamin Mazar, geboren als Binyamin Zeev Maisler (1906–1995), israelischer Historiker und „Vater“ der israelischen Archäologie.